# 불완전변태
불완전변태(Hemimetabolism)는 알, 약충, 성충이라는 3가지 구별된 단계를 포함하는 특정 곤충의 발달 방식이다. 이 그룹은 점진적인 변화를 거치며 번데기 단계는 없다.

## 목
불완전변태 곤충을 포함하는 목은 아래와 같다:
- 노린재목
- 메뚜기목
- 사마귀목
- 바퀴목
- 집게벌레목
- 잠자리
- 대벌레목
- 이목
- 하루살이목
- 강도래목
- 귀뚜라미붙이목

## 같이 보기
- 완전변태
- 탈피